# Francesco Turnaturi
Francesco Turnaturi (Catania, 1º gennaio 1914 – 5 gennaio 2005) è stato un politico italiano.

## Biografia
È stato deputato ininterrottamente dal 1948 al 1976.
Ha ricoperto la carica di Sottosegretario di Stato alla marina mercantile sotto il Governo Segni II ed il successivo Governo Tambroni, ed al lavoro ed alla previdenza sociale nel Governo Leone II.